# トゥメン・ジャサクト・ハーン
トゥメン・ジャサクト・ハーン（モンゴル語: Түмэн засагт хаан、ᠲᠦᠮᠡᠨ
ᠵᠠᠰᠠᠭᠲᠤ
ᠬᠠᠭᠠᠨ　英語：Tümen Zasagt Khan、1539年 - 1592年）は、モンゴル帝国の皇帝（ハーン）であり、チャハル・トゥメンの当主である。ダライスン・ゴデン・ハーンの長男。

## 生涯
1539年、ダライスン・ゴデン・ハーンの長男として生まれる。
1557年、父のダライスン・ゴデン・ハーンが崩御したため、翌年（1558年）20歳で帝位につく。
1576年、38歳の時、腰刀を結ぶカルマ・ラマと会って、仏法の門に入って六トゥメンを集め、大政令を伝え示して、左翼のトゥメンからチャハルのナムダイ・ホンタイジ、ハルハのウイジェン・スブハイ、右翼のトゥメンからオルドス部のフトゥクタイ・セチェン・ホンタイジ、アストのノム・ダラ・グラチ・ノヤン、トゥメトのチュルケ・ホンタイジらをして政を執らせたので、ジャサクト・ハーンとしてあらゆる方向に有名になって、ジュルチト（女直）、ネリグト（サハルチャ）、ダグール（ダウール）の３つの言語の種族から、貢税を取り、はなはだしい安楽をもって人衆生を満足させた。
また、遼東に対する侵攻を繰り返し、『明史』において「土蛮」として頻出する。
1592年、トゥメン・ジャサクト・ハーンは35年間帝位にあって、54歳で崩御した。翌年（1593年）、長男のブヤン太子が帝位についた。

## 子
11人とする説、8人とする説、4人とする説などがある。
- 長子・卜言台周[4](卜彥伯吉)[5]/ ブヤン･セチェン･ハーン[3]
- 次子・宰賽兀兒[4](栢太)[5]
- 三子・伯言戶兒[4](卜彥兔)[5]
- 四子・把哈委正[4]
- 五子・額參[4]
- 六子・先銀[4]
- 七子・燒花[4]

## 参考資料
- 岡田英弘訳注『蒙古源流』（刀水書房、2004年、ISBN 4887082436）